# Mas Palau (Vilanova i la Geltrú)
El Mas Palau és una obra de Vilanova i la Geltrú (Garraf) protegida com a Bé Cultural d'Interès Local.

## Descripció
La finca de Mas Palau comprèn dues masies amb coberta a dues vessants amb capcer a la façana lateral, amb construccions complementàries adossades.
La masia original és de planta rectangular i es compon de planta baixa i una planta pis. Consta de tres crugies perpendiculars a la façana amb l'escala a la crugia central i l'accés a una arcada apuntada a les laterals. S'accedeix a l'interior mitjançant un portal d'arc de mig punt adovellat.
La masia nova és de planta rectangular i té planta baixa, una planta pis i golfes i el carener és paral·lel a la façana principal. A més, té dos cossos laterals de planta baixa i terrat superior. El portal és d'arc rebaixat i té dos finestrals amb llinda a banda i banda.
A la planta pis té tres balcons i tres ulls de bou lobulats a les golfes. El coronament és amb cornisa i el parament és llis.

## Història
La tradició popular relaciona la construcció de la casa sobre un palau moro del turó del Juí del Moro. Al segle XIV, era anomenat com a mas de Guillem Mas, que conservà el nom del propietari anys més tard de la mort, doncs el 1567 va ser de Miquel Llampayes i el 1570 de Bernat Palau i també era dit així. Al 1575, passà a mans de Magí Urgellés, que el denominà mas del Palau, nom que ha perdurat fins avui dia.